# Мэтисон, Джеймс
Сэр Джеймс Николас Сазерленд Мэтисон (англ. Sir James Nicolas Sutherland Matheson; 17 октября 1796, Лэрг, Сатерленд, Шотландия — 31 декабря 1878, Ментона, Франция) — шотландский политик и предприниматель, баронет. Вместе с Уильямом Джардином основал компанию «Jardine, Matheson & Co» (1832). В 1843–68 годах — член британской палаты общин от партии вигов.

## Биография
Джеймс Мэтисон родился 17 октября 1796 года в Лэрге на севере Шотландии. Его отцом был Дональд Мэтисон, участник Семилетней войны и войны за независимость США, а матерью — Кэтрин МакКей. Юный Джеймс обучался в Королевской высшей школе (Эдинбург) и Эдинбургском университете на факультете искусств, откуда он перешёл на медицинский факультет. 
Мэтисон принадлежал к большой семье, и многие её члены занимались коммерцией. В 1814 году он уехал в Лондон, а оттуда, год спустя, в Калькутту, где базировалась компания его дяди «Mackintosh & Co». Работая там, Мэтисон приобрёл первый опыт ведения бизнеса, а также несколько полезных знакомств; именно в этот период он впервые встретился с другим шотландцем — Уильямом Джардином.

### Китай
В 1818 году Мэтисон перебрался в Китай. Экспорт в эту страну из Индии рос с каждым годом и предоставлял коммерсантам большие возможности. 1 июля 1821 года Мэтисон стал совладельцем компании «Yrissari & Co» вместе с баскским торговцем Хавьером Ириссари, известным Мэтисону по Бенгалии. Партнёры занимались импортом индийского опиума и хлопка в Китай, торговали с Филиппинами и Сингапуром. Мэтисон одним из первых оценил значение новой британской колонии: суда «Yrissari & Co» перегружали товар в порту Сингапура и оттуда плыли в Кантон, обходя ограничения Ост-Индской компании на торговолю с Китаем для всех остальных фирм. По той же причине (монополия Ост-Индской компании) Мэтисон находился в Кантоне под видом датского консула.
Через несколько лет «Yrissari & Co» вошёл в число пяти главных торговых домов в Китае. В 1827 году Мэтисон основал первую англоязычную газету Китая — «The Canton Register», в ней печатались местные торговые новости, цены на опиум и критиковалась политика Ост-Индской компании. Тогда же он стал единоличным главой фирмы: Ириссари умер в Калькутте 30 сентября 1826 года. Ближайшим помощником Джеймса сделался Александер Мэтисон, его племянник. В 1828 году они присоединились к компании «Magniac & Co», совладельцем которой был Уильям Джардин.

### «Jardine, Matheson & Co»
К тому времени Джардин и Джеймс Мэтисон имели репутацию самых талантливых коммерсантов в Кантоне, где велась вся торговля с Китаем. 1 июля 1832 года Джардин и Мэтисон основали компанию «Jardine, Matheson & Co». Партнёрами, помимо них, стали Холлингворт Мэниак, Александер Мэтисон, племянник Джардина Эндрю Джонстоун и др.
Торговые операции «Jardine, Matheson & Co» включали импорт китайского чая и шёлка, экспорт хлопка из Индии в Китай, а также контрабанду опиума по тому же маршруту. К 1841 году компания имела флот из 19 клиперов, ходивших Индийскому и Тихому океанам. Крупнейшим партнёром фирмы был Джамсетджи Джиджибой, торговец-парс и давний друг Уильяма Джардина. Он поставлял в Китай большие партии хлопка и мальвы (сорт опиума).
В декабре 1830 года Мэтисон составил петицию в британский парламент с призывом отменить монополию Ост-Индской компании на торговлю между Великобританией и Китаем. Этот документ подписали 47 британских торговцев из Кантона, а во главе списка стояли подписи самого Мэтисона и Джардина. Палата общин удовлетворила их запрос: монополия была прекращена с апреля 1834 года. Предприниматели, контролировавшие торговлю опиумом, взяли в свои руки прибыльный импорт китайского чая в Европу. Первой компанией, отправившей груз чая в Лондон, была «Jardine, Matheson & Co».

### Первая опиумная война
Другим препятствием для бизнеса «Jardine, Matheson & Co» и других компаний, работавших с Китаем, была т. н. Кантонская система торговли, серьёзно ограничивавшая её масштабы. Систему поддерживало китайское правительство, которое с давних пор взяло курс на изоляционизм страны. В 1834 году лорд Уильям Нэпир, управляющий британской торговлей в Китае, прибыл в Кантон и попытался наладить дипломатические отношения с императорским двором и смягчить условия Кантонской системы, однако его миссия закончилась провалом, а сам лорд вскоре умер. Англичане и раньше предпринимали подобные попытки, но безрезультатно.
В начале 1835 года Мэтисон отплыл в Британию вместе с вдовой лорда Нэпира. В Лондоне он встретился с министром иностранных дел, «железным герцогом» Веллингтоном, чтобы убедить его оказать давление на Китай с помощью военной силы. Успеха Мэтисон не достиг и в следующем году вернулся в Кантон, опубликовав памфлет «The Present Position and Prospects of the British Trade with China» — в защиту свободной торговли и агрессивной внешней политики.
26 января 1839 года Уильям Джардин уехал из Кантона в Лондон. Мэтисон остался единоличным главой фирмы. В это же время непростые отношения между китайской администрацией и западными коммерсантами ухудшились до предела. Линь Цзэсюй, императорский уполномоченный по расследованию опиумных дел в провинции Гуандун, добился выдачи и уничтожения 20 000 ящиков опиума, блокировав всех иностранных торговцев на их факториях. Британцы понесли большие убытки, а Чарльз Эллиот, преемник лорда Нэпира, пообещал им компенсировать убытки за счёт государства.
В Лондоне Джардин использовал этот инцидент для того, чтобы побудить британское правительство объявить войну Китаю. Он добился вступления англичан в первую опиумную войну, которая закончилась их победой и разгромом Цинской империи в 1842 году. Нанкинский договор передавал Великобритании остров Гонконг, где «Jardine, Matheson & Co» первой из европейский компаний приобрела землю под склады (14 июня 1841). Кроме того, для коммерческой деятельности иностранцев было предоставлено ещё четыре порта (Шанхай, Амой, Фучжоу и Нинбо). Произошло «открытие» Китая для мировой торговли.

### Возвращение в Европу
Джеймс Мэтисон вернулся в Британию в 1842 году, передав руководство «Jardine, Matheson & Co» своему племяннику Александру. В 1844 году Джеймс купил остров Льюис на севере Шотландии, там был выстроен замок (англ. Lews Castle), спроектированный архитектором Чарльзом Уилсоном. Мэтисон разработал программу развития острова и тратил много денег, помогая жителям преодолеть последствия картофельных неурожаев. В 1846 году он был избран членом Лондонского королевского общества, а через четыре года получил титул баронета.
Мэтисон избирался депутатом палаты общин от Эшбертона (1843–1852, после смерти Уильяма Джардина) и Росс-энд-Кромарти (1852–1868). Он скончался в 1878 году в Ментоне на Лазурном берегу Франции.

## Личность
В отличие от многих конкурентов и коллег по бизнесу, Мэтисон получил классическое образование, интересовался наукой и искусством. Говорили, что он владел единственным пианино в Кантоне и Макао. Мэтисон был обаятельным человеком и любил общество женщин. По сравнению с Джардином он выглядел более элегантно и больше любил путешествовать, а в Индии изучил испанский и португальский языки.

## Семья
Мэтисон женился на Мэри Джейн Персиваль (1821–1896), внучке британского премьер-министра Спенсера Персиваля, вернувшись из Китая. Их свадебная церемония состоялась 9 ноября 1843 года в Эдинбурге. Детей Джеймс и его жена не имели.